# BK Ventspils
Maillots
Le Basketbola Kluba Ventspils est un club letton de basket-ball issu de la ville de Ventspils. Le club appartient à la plus haute division du championnat letton. Ses bonnes performances lui assure également fréquemment une place en Ligue baltique.

## Bilan sportif

### Palmarès
| Compétitions nationales | Compétitions régionales                                                                       | Compétitions internationales |
| - Championnat de Lettonie : - Vainqueur (10) : 2000, 2001, 2002, 2003, 2004, 2005, 2006, 2009, 2014, 2018 - Finaliste (8) : 1998, 1999, 2007, 2011, 2012, 2013, 2015, 2017, 2019 | - Ligue baltique : - Vainqueur (1) : 2013. - Ligue Estonie-Lettonie : - Vainqueur (1) : 2019. | - Néant                      |

## Joueurs et personnalités du club

### Entraîneurs
Le tableau suivant présente la liste des entraîneurs du club depuis 1994.
| Rang | Nom                | Période   |
| ---- | ------------------ | --------- |
| 13   | Raitis Silarājs    | 1994-1995 |
| 14   | Nikolajs Balvačovs | 1995-1997 |
| 15   | Armands Krauliņš   | 1997-2001 |
| 16   | Kārlis Muižnieks   | 2001-2007 |

| Rang | Nom                      | Période   |
| ---- | ------------------------ | --------- |
| 13   | Gašpers Okorns           | 2007-2008 |
| 14   | Agris Galvanovskis       | 2008-2010 |
| 15   | Silvano Poropats         | 2010      |
| 16   | Guntis Endzels (intérim) | 2010      |

| Rang | Nom                | Période   |
| ---- | ------------------ | --------- |
| 13   | Aļģirds Brazis     | 2010-2011 |
| 16   | Guntis Endzels     | 2011      |
| 14   | Gundars Vētra      | 2011-2012 |
| 15   | Roberts Štelmahers | 2012-2015 |

| Rang | Nom                     | Période   |
| ---- | ----------------------- | --------- |
| 16   | Kārlis Muižnieks        | 2015-2017 |
| 17   | Roberts Štelmahers      | 2017-2019 |
| 18   | Artūrs Visockis-Rubenis | 2019-     |

### Joueurs emblématiques
- Eddie Shannon
- Steven Gray
- Brandon Hunter
- Jahmar Young
- Vladimir Štimac